# Motjärnen, Bohuslän
Motjärnen är en sjö i Tanums kommun i Bohuslän och ingår i Enningdalsälvens huvudavrinningsområde. Sjön är 7 meter djup, har en yta på 0,03 kvadratkilometer och befinner sig 153,9 meter över havet.